# Ateleute globiceps
Ateleute globiceps är en stekelart som först beskrevs av André Seyrig 1952.  Ateleute globiceps ingår i släktet Ateleute och familjen brokparasitsteklar. Inga underarter finns listade.